# بينوا فوجرينارد
بينوا فوجرينارد (بالفرنسية: Benoît Vaugrenard)‏ مواليد 5 يناير 1982 في فان، هو دراج فرنسي في صنف سباق الدراجات على الطريق. حقق المركز الأول في طواف بواتو شارنت في 2008.

## روابط خارجية
- بينوا فوجرينارد على موقع الاتحاد الدولي للدراجات (الإنجليزية)
- بينوا فوجرينارد على موقع أرشيف الدراجات (الإنجليزية)
- بينوا فوجرينارد على موقع إحصائيات الدراجات الإحترافية (الإنجليزية)
- بينوا فوجرينارد على موقع نسبة الدراجات (الإنجليزية)
- بينوا فوجرينارد على موقع CycleBase (الإنجليزية)